# Shimon Mizrahi
Pour les articles homonymes, voir Mizrahi.

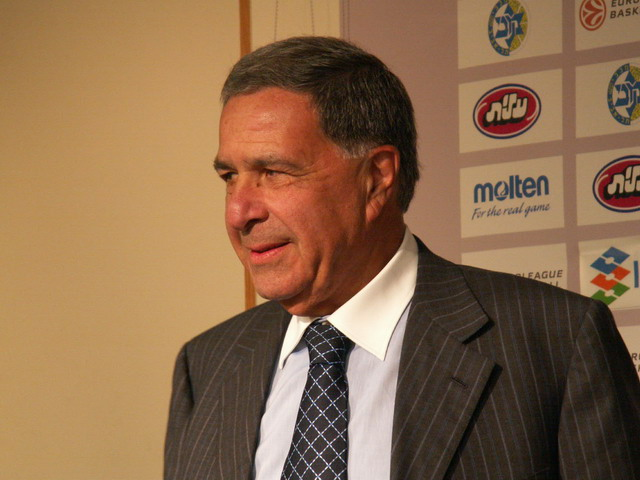
Shimon Mizrahi

Shimon Mizrahi (né en 1939) est le président du Maccabi Tel Aviv Basket-ball Club. 

## Biographie
Après problèmes économiques du club en 1969, Mizrahi a été nommé président du Maccabi. Mizrahi élabore de nombreux plans pour tirer Maccabi de la faillite, comme la vente des billets pour les « Maccabi games ». Avant cela, la participation à ces jeux était libre. Mizrahi se rend compte que, pour garantir au Maccabi la domination dans la ligue israélienne, il devrait signer les joueurs américains. De 1969 jusqu'à aujourd'hui, à l'exception de la saison 1992-93, Maccabi a remporté le championnat israélien chaque année. Maccabi a également remporté cinq titres de Coupe d'Europe (1977, 1981, 2001, 2004, 2005). 
Mizrahi a été accusé par ses adversaires de ne pas faire de la ligue israélienne des plans plus compétitifs, comme le paiement des limites. Toutefois, Mizrahi a décidé de plusieurs lois qui étaient destinées à affaiblir Maccabi, comme la règle Brisker, qui limite le nombre de joueurs étrangers chaque équipe peut signer, où un  Final Four à la place d'un système de série disputée au meilleur des 5 rencontres.
Mizrahi est titulaire d'un diplôme de droit lui permettant d'exercer en Israël, en particulier pour les cas impliquant des violations de trafic. Il dirige la compagnie Arnon B. - S. Mizrahi. En 2006, il défend l'éminent avocat Dori Klagsberg dans une affaire après la mort de deux passagers tués par un véhicule de Klagsberg. 
Il est également réserviste de la police militaire israélienne, où il détient le grade de colonel.